# Василије и Теодор Печерски
Василије и Теодор Печерски (ум. око 1098) су мученици Руске православне цркве.

## Биографија
Поделивши сву своју имовину сиромашнима, Теодор је ушао у Кијево-Печерски манастир и настанио се у Варјашкој пећини, поред Теодосијевих пећина. Овде је много година живео строгим монашким животом, али је потом почео да жали за изгубљеним богатством. Указала му се мисао да ће дуго живети, да ће се „изнемоћи телом“ и да неће моћи да једе монашку храну. Теодор је био потиштен овом мишљу и, како о њему каже хроника, „био је близу очаја“. У томе је учествовао један од монаха, Василије, који је понудио да користи сву његову имовину: „Ако хоћеш имање, узми све што имам“, рекао је. Теодор је то одбио и остао у манастиру. Од тада су он и Василије имали најближе пријатељство.
Када је једног дана Василије послом напустио манастир на дуже време, Теодору су се вратиле старе мисли о богатству и он се сетио да су некада, по предању, у његовој пећини Варјази закопали злато и скупоцене посуде; Пронашавши благо, Теодор је желео да напусти манастир и, купивши имање, да живи у миру. Међутим, Василије, који се убрзо вратио, убедио га је да то не ради. Теодор је послушао савет свог пријатеља и закопао благо назад у земљу. Летописац приповеда да је Теодор, да се у беспослици не би занео штетним мислима, ставио воденични камен у своју пећину, узимао жито из канте и млео га ноћу.
Много година касније, остарели Теодор се преселио у стари манастир, где је убрзо након што су је Половци спалили (1096. године) саградио себи келију, а Василије се настанио у својој пећини. Кнез Мстислав, син Свјатополка Изјаславича, сазнао је за благо које је некада закопао Теодор. Мстислав га је позвао к себи и захтевао да назначи место где је  благо закопано, обећавајући да ће с њим поделити своју захвалност. Теодор је одбио да испуни његов захтев, наводећи да је заборавио; Није рекао где је благо закопано ни након што је Мстислав наредио да га муче; Теодора су мучили до те мере да му је цела кошуља била натопљена крвљу, а затим су наредили да га обесе главом у јак дим и подметну ватру испод њега. Кнез је наредио да пребију и Василија, „бучивши од вина“ и разбесневши се, одапео је стрелу у Василија. Оба пријатеља су умрла следеће ноћи. Смрт светих се може датирати у 1098. годину, пошто је Мстислав убрзо након тога умро, наиме 15. јула 1099. године погинуо је од стреле на зиду Владимирске тврђаве, изговарајући пре смрти речи: „ Умирем за Теодора и Василија“.
Успомена на Свете Теодора и Василија празнује се 11 (24) августа, на Дан независности Украјине. Њихове мошти су сахрањене у Варјашкој пећини, у којој су се чувале, а потом пренете у Антонијеву пећину, где и данас почивају.